# 1971 en hockey sur glace
Cette page présente les éléments de hockey sur glace de l'année 1971, que ce soit d'un point de vue rencontres internationales ou championnats nationaux. Les grandes dates des différentes compétitions sont données ainsi que les décès de personnalités du hockey mondial.

## Amérique du Nord

### Association mondiale de hockey
Création de la ligue.

### Ligue américaine de hockey
- 1er mai : les Kings de Springfield remportent la coupe Calder. Ils deviennent la première équipe à remporter le titre en terminant la saison régulière avec plus de défaites que de victoires (29 contre 35).

## Autres Évènements

### Fondation de club
- HV 71, Fusion des clubs du Husqvarna IF et du Vätterstads IK.

### Décès
- 9 février : décès de Roger Cormier, ailier ayan principalement joué dans la CAHL et la LIH. Il disputa un match en LNH avec les Canadiens de Montréal.
- 6 mars : décès de Harry « Punch » Broadbent, joueur ayant disputé plus de 300 parties en LNH, majoritairement avec les Sénateurs d'Ottawa. Il fut intronisé au Temple de la renommée du hockey en 1962.
- 13 avril : décès de Michel Brière, joueur de l'organisation des Penguins de Pittsburgh. Son numéro 21 fut retiré par les Penguins en 2001. La Ligue de hockey junior majeur du Québec met en place, en 1972, le trophée Michel-Brière remis au meilleur joueur de la saison régulière.